# Michael Schumacher (danser)
Michael Schumacher (Spokane, 1961) is een Amerikaanse danser, choreograaf en dansleraar.

## Opleiding en carrière
Hij groeide op in Lewiston, Idaho in de Verenigde Staten. Op z'n zestiende begon hij met dans. Op z'n achttiende verhuisde hij naar New York en volgde daar zijn dansopleiding aan de hogeschool voor de kunsten Juilliard School. Hij haalde er zijn Bachelor of Fine Arts (BFA) in dans in 1983. Na zijn opleiding kwam hij terecht bij het Feld Ballet van danser, choreograaf en regisseur Eliot Feld (drie jaar) en Twyla Tharp Dance (twee jaar).
Halverwege de jaren 80 kwam Schumacher naar Europa. Hij werkte in Portugal voor de Compagnia di Lisboa (Lisbon Dance Company) in Lissabon. Daar danste hij in onder andere producties van Mark Haim. Vanaf 1988 werkte hij vijf jaar voor het Ballett Frankfurt bij choreograaf William Forsythe. Daarna volgde de Pretty Ugly Dance Company van Amanda Miller.
Na een aantal jaren in grote gezelschappen begon Schumacher voor zichzelf. Als solo-danser danste hij in producties van onder andere Cora Bos-Kroese, Dana Caspersen, Anouk van Dijk, Mark Haim, Chico Katsube en Paul Selwyn Norton. Ook trad hij op in producties van de Amerikaanse opera- en theaterregisseur, Peter Sellars. Daarnaast werkte hij samen met zangeres Dawn Upshaw en wijlen Lorraine Hunt Lieberson, percussionist Han Bennink, en cellist en componist Alex Waterman. Met deze laatste werkte hij onder andere mee aan Dance Out geproduceerde door het Joyce Theater en de City Parks Foundation in New York.
Daarnaast werkt hij al geruime tijd samen binnen het Holland Dance Festival: vanaf 1997 is hij in eigen en andermans producties te zien geweest: het duet ‘Work # 1’ (1997) met Sylvie Guillem een choreografie van Dana Caspersen; ‘Proxy’ (2000) van Paul Selwyn Norton; het solostuk ‘Michael Schumacher’ (2001) als onderdeel van MARTHA van Richard Move; Piping Hot ‘Hutspot’(2003), Last Touch First (2007) met Jiří Kylián en Sabine Kupferberg; ‘Queen Lear’ (2010) met Sabine Kupferberg.

## Prijzen
In 2008 ontving Michael Schumacher tijdens de Nederlandse Dansdagen de Gouden Zwaan. Dat is de oeuvre-dansprijs van de Vereniging van Schouwburg- en Concertgebouwdirecties (VSCD) in Nederland.
Daarnaast kreeg hij van choreograaf Jiří Kylián de Jiří Kylián Ring. Deze ring, ontworpen door Hans Appenzeller, is tijdens de Nederlandse Dansdagen 2006 in het leven geroepen als teken van bewondering voor choreograaf Jiří Kylián.

## Choreografieën
- Splendor Shed - 1990 - Ballett Frankfurt
- Blender Head - 1994 - Ballett Frankfurt
- Unwrapped - 1995 - Gallus Theater Frankfurt
- Possible Side Effects - 1999 - Theater Frascati Amsterdam
- ANDAMAMI - 2000 - Danswerkplaats Amsterdam
- Glashuis - 2001 - Danswerkplaats Amsterdam
- The Moment - 2001 - Nederlands Dans Theater III
- Michael Schumacher - 2001 - Holland Dance Festival
- Piping Hot ‘Hutspot’ - 2003 - Holland Dance Festival
- Heaven Is A Radio - 2003 - Theater Frascati Amsterdam
- Dans le Jardin - 2004 - Biennale de la Danse in Lyon
- Six Suites - 2005 - Holland Dance Festival
- With/Without - 2007 - Codarts Rotterdamse Dans Academy
- Schwelle II - 2007 - Tesla/Transmediale Berlin
- Last Touch First - 2007 - Holland Dance Festival met Jiří Kylián en Sabine Kupferberg
- From Where You're Sitting Now - 2008 - Het Nationale Ballet Amsterdam
- Temporal Waltzes - 2009 - VERVE, Northern Contemporary School of Dance
- Foreign Concurrency - 2009 - Hochschule Frankfurt
- Residual Matters - 2009 - Codarts Rotterdamse Dans Academie
- Queen Lear - 2010 - Holland Dance Festival productie met Sabine Kupferberg

- Library of Congress Control Number: no2024045112
- Nederlandse Thesaurus van Auteursnamen: 391146246
- Virtual International Authority File: 317290880
- WorldCat: E39PBJv4gvC8WjhtGw9y9X4THC